# 長崎県道146号上志佐今福停車場線
長崎県道146号上志佐今福停車場線（ながさきけんどう146ごう かみしさいまふくていしゃじょうせん）は、長崎県松浦市を通る一般県道である。

## 概要
松浦市志佐町赤木免から松浦鉄道西九州線今福駅に至る。
松浦市今福町浦免から今福交差点間は国道204号と重複区間する。国道204号の重複区間内には伊万里松浦道路の今福ICがある。

### 路線データ
- 起点：長崎県松浦市志佐町赤木免（長崎県道11号佐世保日野松浦線交点）
- 終点：長崎県松浦市今福町東免（松浦鉄道西九州線 今福駅前）
- 総延長：10.4 km

## 歴史
- 1958年（昭和33年）7月15日 - 長崎県告示第365号により、県道上志佐今福停車場線として路線認定される（当時の整理番号は73）[1]。
- 2021年（令和3年）12月15日 - 松浦市今福町浦免地内の今福ICに接続する新設道路（370 m）が開通[2]。

## 路線状況

### 重複区間
- 国道204号・国道383号（松浦市今福町浦免 - 松浦市今福町東免・今福交差点）

### 道路施設

#### 橋梁
- 上平尾橋（松浦市）
- 浦橋（松浦市、国道204号重複区間内）
- 浦橋（松浦市、国道204号重複区間内）
- 小福橋（松浦市、国道204号重複区間内）
- 今福橋（今福川、松浦市、国道204号重複区間内）
- 人柱橋（人柱川、松浦市）
- 江迎橋（江迎川、松浦市）
- 福山橋（江迎川、松浦市）

## 地理

### 通過する自治体
- 松浦市

### 交差する道路
| 交差する道路                                                     | 交差する場所 | 交差する場所      |
| ---------------------------------------------------------------- | ------------ | ----------------- |
| 長崎県道11号佐世保日野松浦線                                     | 志佐町赤木免 | 起点              |
| 国道204号 重複区間起点 国道383号 重複区間起点                    | 今福町浦免   |                   |
| E35 伊万里松浦道路 国道204号 重複区間終点 国道383号 重複区間終点 | 今福町東免   | 今福交差点 今福IC |

### 交差する鉄道
- 松浦鉄道西九州線

### 沿線
- 松浦市立今福中学校
- 松浦市立今福小学校
- 松浦警察署 今福交番
- 松浦鉄道西九州線 今福駅